# Daryl Davis
Daryl Davis (Chicago, 26 de març de 1958) és un músic, activista polític, escriptor i actor estatunidenc,  líder de bandes de música de  R&B i blues. Els seus esforços per millorar les relacions racials, en què, com a afroamericà, ha dialogat amb membres del Ku Klux Klan (KKK), han convençut un nombre notable de membres del Klan perquè en marxin i el denunciïn. Conegut pel seu enèrgic estil de piano boogie-woogie, Davis ha tocat amb músics com Chuck Berry, Jerry Lee Lewis, B.B. King, i Bruce Hornsby.
És objecte del documental del 2016 Accidental Courtesy: Daryl Davis, Race & America.

## Primers anys de vida
Nascut a Chicago, Illinois, Davis era fill d'un oficial del Servei d'Exteriors del Departament d'Estat i es va traslladar al món amb els seus pares durant la major part de la seva primera infància. Vivint a diversos països estrangers, incloses les nacions africanes, Davis es va acostumar a les escoles casualment integrades de diplomàtics estrangers, on els fills de moltes nacions, races i cultures eren escolaritzats junts. Als deu anys, va tornar als Estats Units i es va unir a un Cub Scout blanc a Belmont, Massachusetts. En un incident, portava la bandera i marxava amb la seva tropa en una desfilada local, quan va ser colpejat amb roques i ampolles llançades per la gent; portant els líders de la manada a formar un anell protector al seu voltant. Davis en aquell moment no va entendre l'incident fins que no el va parlar amb el seu pare. La irracionalitat de l'incident, en la seva ment, va provocar una curiositat sobre els orígens i les bases d'aquestes actituds racistes, que posteriorment configurarien bona part de la seva futura activitat.
Davis és cristià.

## Carrera
Davis va absorbir l'estil dels músics de blues del delta del Mississipi que havien emigrat cap al nord. El 1980, Davis va obtenir el títol de batxiller en música a la Universitat Howard, on va formar part del Cor de la Universitat Howard i del Jazz Vocal Ensemble. Davis "va ser tutoritzat pels llegendaris pianistes Pinetop Perkins i Johnnie Johnson, que el van afirmar com el seu fillol i van elogiar la seva capacitat per dominar un estil de piano que era popular molt abans de néixer", segons el seu perfil del Kennedy Center.
Davis ha tocat sovint com a acompanyant de Chuck Berry i Jerry Lee Lewis. Va ser amic de Muddy Waters i va tocar el piano a The Legendary Muddy Waters Blues Band. Davis també ha actuat amb la icona de blues B.B. King.
Davis ha tocat amb artistes com Jordanaires d'Elvis Presley, The Platters, The Drifters, The Coasters, Bo Diddley, Percy Sledge i Sam Moore (de Sam & Dave).
Va ser guardonat com a "Millor instrumentista de blues tradicionals/R&B" als Washington Area Music Awards 2009. Durant diversos anys, Davis va ser director artístic del Centrum (organització artística) Acoustic Blues Festival.
"El treball de piano de Davis impressiona amb la seva combinació guanyadora de tècnica i abandonament, i la seva veu és forta i assegurada", va escriure un crític a la revista Living Blues Magazine: "Viu el rock'n'roll negre!".

### Discografia
- American Roots (2000)
- Alternate Routes (2005)
- Greatest Hits (2011)

### Escriptor i conferenciant
El que he arribat a trobar com l'arma més gran, eficaç i exitosa que podem fer servir, coneguda per l'home, per combatre adversaris com la ignorància, el racisme, l'odi, la violència, també és l'arma més barata i la que és el menys utilitzat pels nord-americans. Aquesta arma s'anomena comunicació.

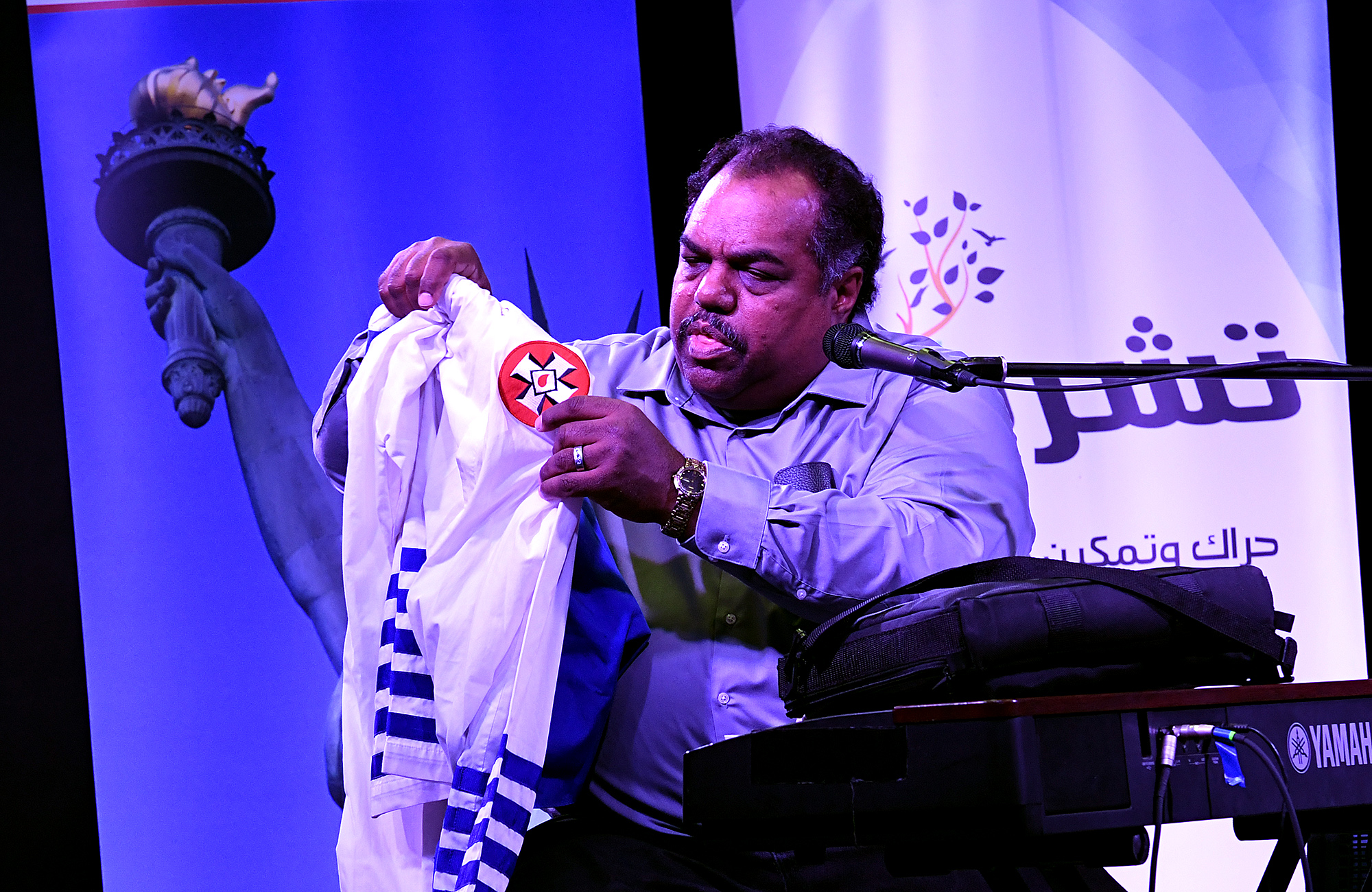
Davis mantenint una túnica del KKK al Blues and Rock for Humanity el novembre de 2017

Davis ha treballat per millorar les relacions racials buscant, dialogant i fent amistat amb membres del Ku Klux Klan. El 1983, tocava música country western en un bar "blanc" de Frederick, Maryland, quan un mecenes se li va acostar i va dir que era la primera vegada que "sentia tocar un home negre tan bé com Jerry Lee Lewis". Davis va explicar a l'home que "Jerry Lee va aprendre a tocar dels pianistes de blues negre i boogie woogie i és un amic meu". El mecenes blanc es mostrava escèptic i va admetre una copa que era membre del KKK. Els dos es van fer amics i, finalment, l'home va donar informació de contacte de Davis sobre els líders del KKK.
Uns anys més tard, Davis va decidir que volia entrevistar els membres del Klan i escriure un llibre sobre el tema per respondre a una pregunta que tenia al seu cap des dels 10 anys: "Per què m'odies quan no saps res de mi?" Pregunta que Davis creia que no havia estat contestada des de la meva joventut".
En reunir-se amb un bruixot imperial del KKK a Maryland, Roger Kelly, va ocultar la seva trajectòria abans de l'entrevista.
La meva secretària el va trucar i li vaig dir: "No li diguis a Roger Kelly que sóc negre. Digues-li que estic escrivint un llibre sobre el Klan. Volia que truqués ella perquè és blanca. Sabia prou de la mentalitat del Klan que mai no pensarien que una dona blanca treballaria per a un home negre. Ella el va trucar i ell no em va preguntar de quin color era, així que ens vam disposar a reunir-nos en un motel.
La reunió va ser tensa. Kelly va arribar al motel amb un guardaespatlles armat amb una pistola. Davis es va fer amic de Kelly, i va ser convidat també per Kelly a ser el padrí de la seva filla. Quan Kelly va deixar el Klan, va lliurar la seva túnica a Davis, que espera un dia mostrar-la al "Museu del Klan".
Davis va acabar fent-se amic de més de 20 membres del KKK, i afirma haver estat directament responsable d'entre 40 i 60, i indirectament més de 200 persones que abandonaven el Klan. Va trobar que els Klansmen tenien moltes idees errònies sobre els negres, que es deriven principalment del rentat intens del cervell durant la seva joventut. Quan el van conèixer, afirma Davis, era més difícil mantenir els seus prejudicis. Davis va relatar les seves experiències en el seu llibre de 1998, Klan-destine Relationships: A Black Man's Odyssey in the Ku Klux Klan.
Un Klansman va dir a Davis que "totes les persones negres tenen un gen que les fa violentes", basant-se en la troballa científica que un gen MAOA de 2 repeticions augmenta la probabilitat d'activitat violenta, que es va trobar que era més freqüent en els afroamericans.
Al cap d'un temps vaig dir: “Ja ho sabeu, és un fet que tots els blancs tenen dins d'un gen que els converteix en assassins en sèrie. Digueu-me tres assassins en sèrie negres. No ho va poder fer. Vaig dir: "teniu el gen. És simplement latent". I afegí: "Bé, això és estúpid". I continuà: "És tan estúpid com el que em vas dir". Va estar molt tranquil després d'això i sabia que s'enfonsava.
Els membres del Klan sovint han estat convidats a les reunions de Davis i li han regalat la seva túnica i caputxa. El 2016, Davis va estimar haver recollit 25 o 26 bates. :1h18m Entre els "Cavallers del Ku Klux Klan" que va entrevistar hi havia el Grand Klaliff Chester Doles, el Gran Gegant Tony LaRicci i el Gran Gegant Bob White, segons publicà el Washington Post. Un membre del Klan va regalar a més a Davis un medalló amb les paraules "KKK: membre en bon estat".
Davis afirma ser el responsable d'ajudar a desmantellar el KKK a Maryland perquè les coses "es van esfondrar" després que ell comencés a incursionar amb els seus membres. Tanmateix, des de llavors el KKK es va reconstruir a Maryland sota la direcció de Richard Preston, líder dels cavallers blancs confederats que va ser arrestat per haver disparat la seva arma contra els manifestants en el míting Unite the Right de 2017. Daryl Davis es va oferir a ingressar la fiança de Preston. I més tard va portar-lo Preston al Museu Nacional d'Història Afroamericana. I poc després se li va demanar que entregués la núvia al casament de Preston.
"La lliçó apresa és: la ignorància genera por", diu Davis. "Si no teniu controlada aquesta por, aquesta por generarà odi. Si no manteniu controlat l'odi, provocarà la destrucció".
Chester Doles, membre del Klan, estava convençut que Davis era un espia de la Lliga Anti-Difamació o d'algun altre Klan-buster, i els amics de Davis van trobar que la seva fascinació pel Klan era estranya. "L'atreu la polèmica", diu Adolph Wright, un vell amic i músic que creu que Davis és una mica excèntric. "Quan la multitud va cap a la dreta, ell va cap a l'esquerra", va dir Wright al Post.
El pare de Davis, l'agent retirat del servei exterior William B. Davis, creia que el seu fill es comprometia amb el Klan perquè necessitava donar sentit al seu odi i buscar un punt comú. Va remarcar al Washington Post que el seu fill "ha fet alguna cosa que no conec cap altre americà negre o blanc americà".

#### Documental d'Accidental Courtesy
El 2016, a la pel·lícula documental, Accidental Courtesy: Daryl Davis, Race & America, Davis, interactuà amb els membres de KKK i els aris blancs, i va oferir opinions contrastades de les seves activitats dels membres del Southern Poverty Law Center i Black Lives Matter.

### Actuació
Davis ha actuat als escenaris, al cinema i a la televisió. Va interpretar a un personatge menor a la sèrie de televisió The Wire d'HBO. Va aparèixer a l'escenari de The Time of Your Life de William Saroyan amb Marcia Gay Harden, Brigid Cleary i Richard Bauer, i a Elvis Mania en un teatre fora de Broadway a la ciutat de Nova York. Va rebre crítiques positives pel seu paper al Polk County de Zora Neal Hurston.